# Bang (canción de Blur)
«Bang» es una canción de la banda de rock británica Blur, lanzada el 29 de julio de 1991 como el tercer sencillo de su álbum debut Leisure.

## Video musical
El video musical, dirigido por Willy Smax, presenta a la banda en el oeste de Londres por la noche. Se utilizó fotografías a intervalos del tráfico nocturno, creando rayas de luz en los faros de los coches. El blanco y negro también se incluyeron en las tomas de las actuaciones. En años posteriores, Dave Rowntree expresó su amor por el video, indicándolo como su favorito del catálogo de Blur. El video en sí pasó generalmente desapercibido durante su tiempo de lanzamiento y, de todas las promociones, es el que menos se reproduce en la televisión. Sin embargo, el video se ha transmitido con bastante frecuencia en MTV Rocks, como parte de su lista «Blur Top 40», de la que figura en el puesto 26. Una copia en vinilo de Beatles for Sale de The Beatles; Blonde on Blonde de Bob Dylan, y Forever Changes de Love se pueden encontrar en el video musical cuando se ve a Graham Coxon tocando su guitarra. El juego de mesa que la banda está jugando mientras está sentada en la mesa es Scrabble.
El video musical tiene similitud con «Tomorrow Comes Today» del proyecto posterior del líder Damon Albarn Gorillaz debido a sus tomas de Londres y el Edificio de Centre Point.

## Lanzamiento
Alcanzó el número 24 en el UK Singles Chart. Su decepcionante desempeño en relación con el sencillo anterior «There's No Other Way» marcó el final del período inicial de popularidad de Blur, que no se igualaría hasta el lanzamiento de «Girls & Boys» tres años después.
Ha sido prácticamente rechazado por la banda, que afirma que fue escrito en menos de 15 minutos en respuesta a las demandas de las compañías discográficas de otro sencillo rentable. Casi nunca se reproduce en vivo y no se ha incluido en Blur: The Best of ni en Midlife: A Beginner's Guide to Blur. «No creo que volvamos a tocar eso nunca más», comentó Alex James en 1999, después de haberlo interpretado durante los ensayos de la gira de ese año. «Maldita sea, el peor verso que hayas escuchado. Dannii Minogue le dio «Stinker of the Week» en Number One».

## Lista de canciones
Todas las canciones son escritas por Blur.
| 7" y casete 1. «Bang» – 3:34 2. «Luminous» – 3:13 12" 1. «Bang» (versión extendida) – 4:27 2. «Explain» – 2:44 3. «Luminous» – 3:13 4. «Uncle Love» – 2:31 | CD 1. «Bang» – 3:34 2. «Explain» – 2:44 3. «Luminous» – 3:13 4. «Berserk» – 6:52 |

## Personal
Blur
- Damon Albarn - voz principal, producción de «Luminous», «Berserk» y «Uncle Love»
- Graham Coxon - guitarra, coros, producción de «Luminous», «Berserk» y «Uncle Love»
- Alex James - bajo, producción de «Luminous», «Berserk» y «Uncle Love»
- Dave Rowntree - batería, producción de «Luminous», «Berserk» y «Uncle Love»

Personal adicional
- Stephen Street - producción de «Bang» y «Explain»

## Posicionamiento en las listas
| Lista (1991)                                 | Posición más alta |
| -------------------------------------------- | ----------------- |
| UK Singles Chart                             | 24                |
| US Dance Music/Club Play Singles (Billboard) | 40                |